# 環狀通東車站
環狀通東車站（日语：／ Kanjō-dōri-higashi eki */?）是位於日本北海道札幌市東區北15條東16丁目，屬於札幌市交通局的地下鐵車站。車站編號是H-04。

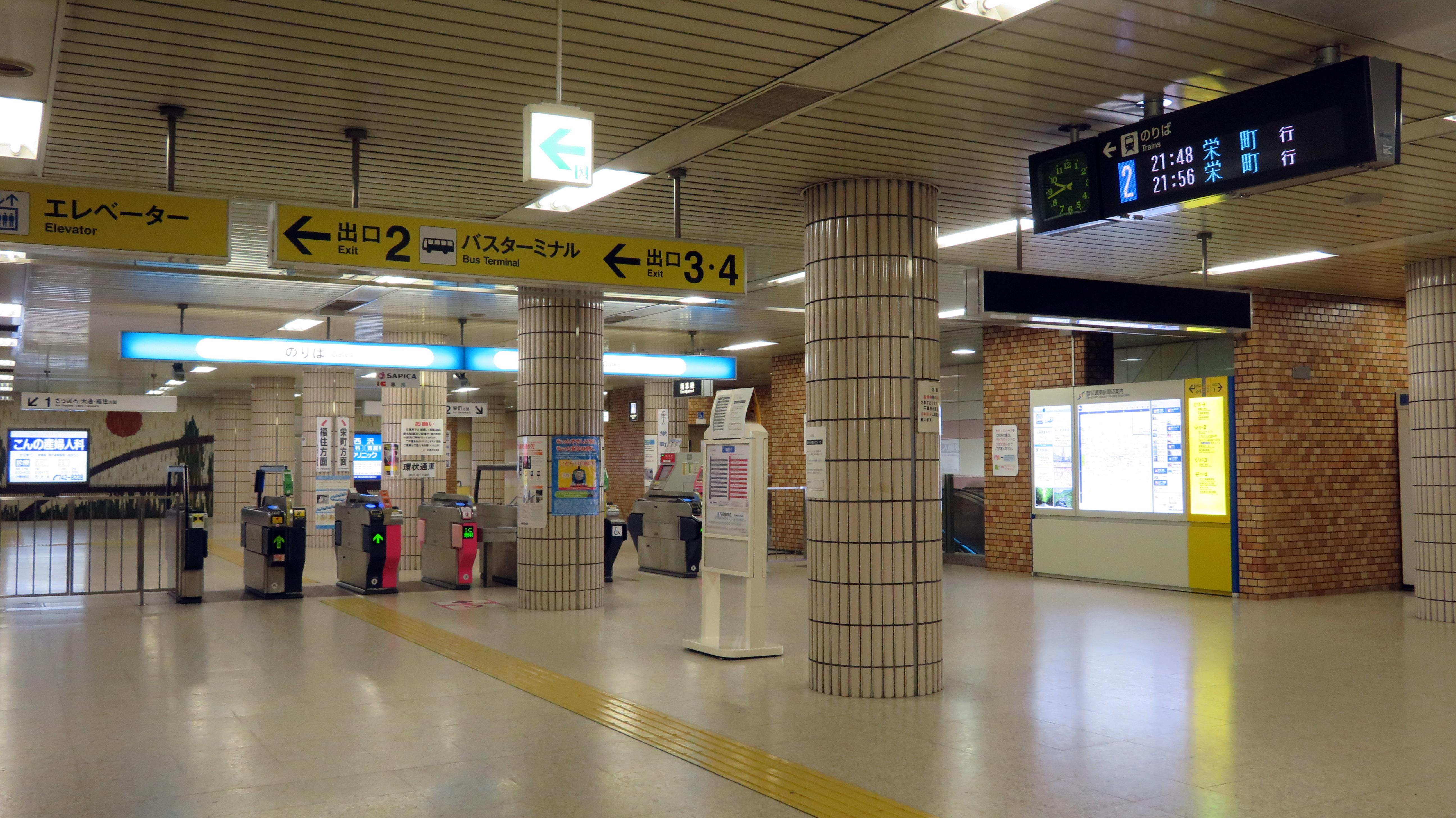
驗票口(2016年11月)

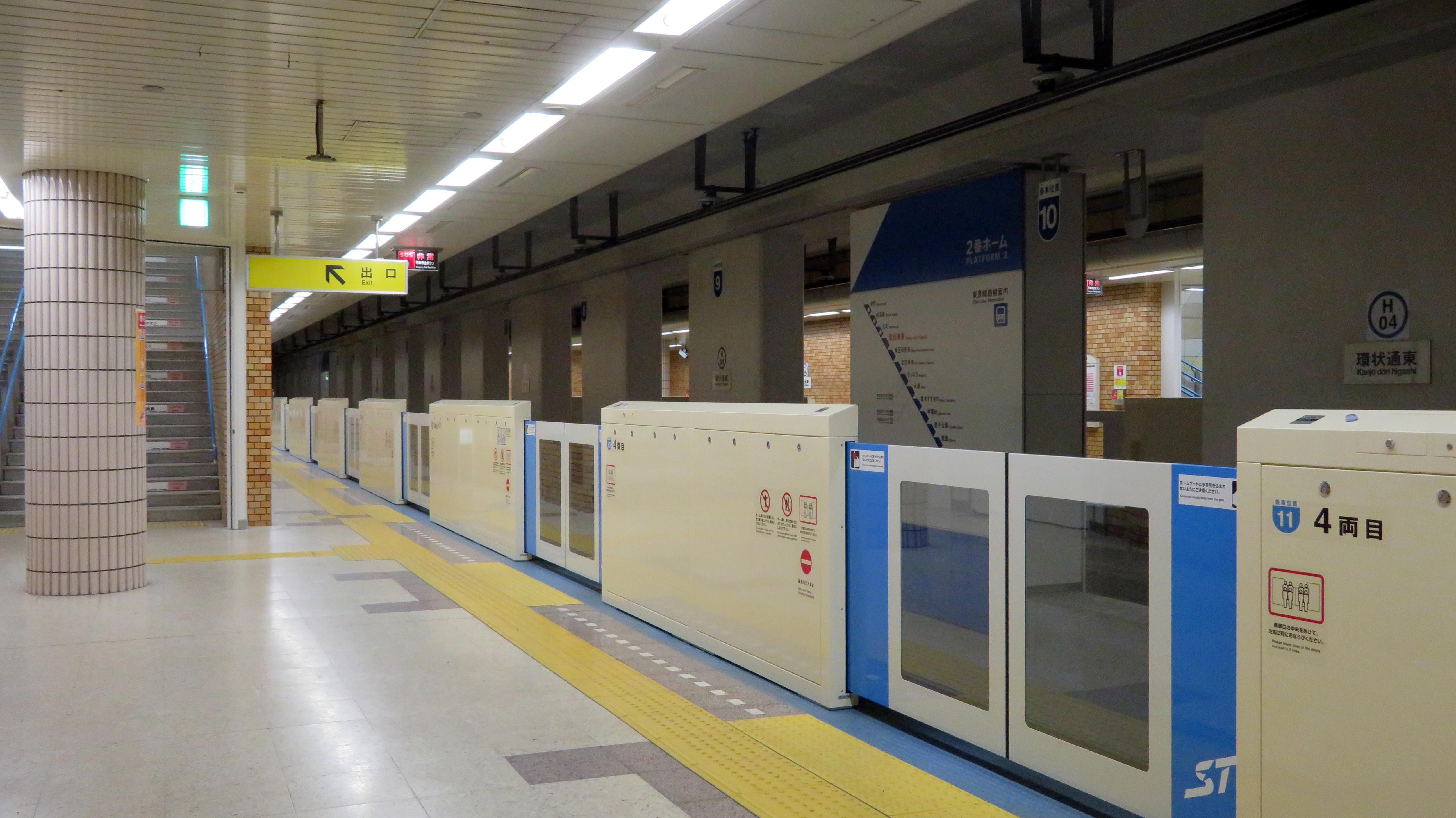
月台(2017年2月)

## 車站構造
本站位於與東15丁目屯田通平行、與環狀通的交差點的下方。此站是2面2線對向式月台的地下車站。

### 月台配置
| 月台 | 路線   | 目的地               |
| ---- | ------ | -------------------- |
| 1    | 東豐線 | 札幌、大通、福住方向 |
| 2    | 東豐線 | 榮町方向             |

## 車站周邊
- 北洋銀行北十五條支店
- 北海道銀行北十五條支店

## 历史
- 1988年12月2日 - 伴隨市營地下鐵東豐線的通車，環狀通東車站啟用。

## 相鄰車站
札幌市營地下鐵
 東豐線
元町（H03）－環狀通東（H04）－東區役所前（H05）

## 外部連結
- （日語）環狀通東站內配置圖（札幌市交通局）

1. ↑  “地下22メートル 盛大に発車式 札幌・地下鉄東豊線”. 北海道新聞 (北海道新聞社). (1988年12月1日)